# Armero
Armero är en kommun i Colombia.   Den ligger i departementet Tolima, i den centrala delen av landet, 100 km väster om huvudstaden Bogotá. Antalet invånare i kommunen är 13 064.
Kommunens huvudort är Guayabal. Den bildades som Guayabal innan namnet ändrades 1930 till minne av Jose Leon Armero.

## Information

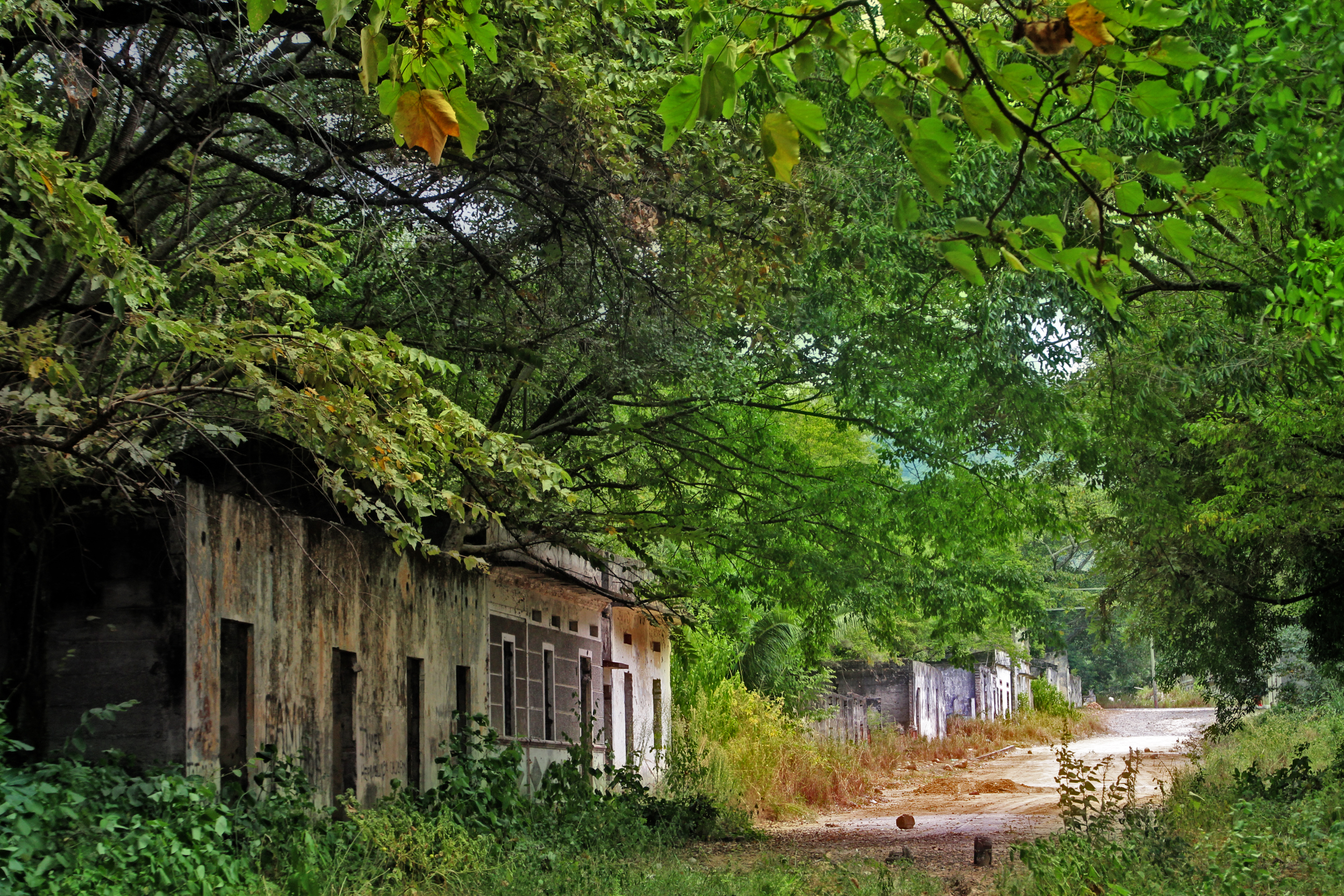
Ruiner i Armero.

Armerotragedin.
Omayra Sánchez.

### Fotnoter
1. 1 2 3  Armero at GeoNames.Org (cc-by); post uppdaterad 2015-01-08; databasdump nerladdad 2015-05-23
2. ↑  ”Armedo, Colombia” (på engelska). Ghosttown Cofee. 1 april 2014. Arkiverad från originalet den 13 november 2014. https://web.archive.org/web/20141113180336/http://ghosttowncoffee.com/news/ghost-town-of-the-month/armero-colombia/. Läst 13 november 2014.